# ComicFesta
ComicFesta（コミックフェスタ）は、株式会社ウェイブが運営する、電子コミック配信サイト。
出版社直営のサイトであることが特徴で、オリジナル作品も多く配信しており、これが後発ながらも存続している理由となっている。
2021年2月からはゲーム運営も開始。第一弾は『青春は突然に』。

## AnimeFesta
2021年5月10日よりウェイブが運営している、サブスクリプション方式のアニメ配信サイト。
前身となるサイトはComicFestaのサイト内で運営されており、2017年3月に「アニメZone」として新設、2019年2月より「ComicFestaアニメ」に改称された。下記のオリジナル作品のほか、他作品のモーションコミック版や、コミック維新原作のドラマ作品などの配信も行っていた。

### AnimeFestaオリジナル
2017年より、ウェイブのグループ企業が製作している作品。当初は「ComicFestaアニメ」の名称を使用していたが、2021年5月より「AnimeFestaオリジナル」へと改称された。
ティーンズラブや成人向け漫画、ボーイズラブなどの漫画作品を原作としており、成人向けの「プレミアム版」が制作され、独占配信されている。地上波および衛星波テレビ放送や、各インターネット配信サイトでも一部シーン（主に性的描写シーン）をカット・修正加工した「オンエア版」（一部放送局によっては部分的に緩和した「R-15版」）が放送・配信されている。当初は前者を「完全版」、後者を「通常版」と呼んでいたが、『巨人族の花嫁』以降の作品からは現在の呼称へと改められている。
開始当初は原作タイトルのまま放送していたが、2018年からは一部を除き改題されている。
なお、最初に放送・配信した作品『僧侶と交わる色欲の夜に…』にちなんで「僧侶枠」という呼称もされている。後にこの呼称は公式化し、アニメ化を確約した漫画賞・「僧侶枠争奪マンガ大賞」などに使われた。

#### オリジナルアニメ化作品一覧
| 作品                                                                   | 放送時期                   | アニメーション制作                                   | ジャンル | 備考                                                                        |
| ---------------------------------------------------------------------- | -------------------------- | ---------------------------------------------------- | -------- | --------------------------------------------------------------------------- |
| 僧侶と交わる色欲の夜に…                                                | 2017年04月 - 06月          | アニメーションスタジオ・セブン                       | TL       |                                                                             |
| スカートの中はケダモノでした。                                         | 2017年07月 - 09月          | マジックバス                                         | TL       |                                                                             |
| お見合い相手は教え子、強気な、問題児。                                 | 2017年10月 - 12月          | セブン                                               | TL       |                                                                             |
| 25歳の女子高生〜子供には教えられないことシてやるよ                     | 2018年01月 - 03月          | リリクス                                             | TL       | アニメ版タイトル:25歳の女子高生（完全版DVD・Blu-rayタイトル:25歳の女子○生） |
| 甘い懲罰〜私は看守専用ペット                                           | 2018年04月 - 06月          | マジックバス                                         | TL       |                                                                             |
| 女の子が落ちた先は、俺の息子の先っぽでした。                           | 2018年07月 - 08月          | ark                                                  | MENS     | アニメ版タイトル:じょしおちっ!〜2階から女の子が…降ってきた!?〜              |
| 終電後、カプセルホテルで、上司に微熱伝わる夜。                         | 2018年10月 - 12月          | NAMU animation（制作協力）                           | TL       |                                                                             |
| パパだって、したい                                                     | 2019年01月 - 02月          | マジックバス                                         | BL       |                                                                             |
| アソコ洗い屋のお仕事〜片想い中のアイツと女湯で〜                       | 2019年04月 - 05月          | マジックバス                                         | MENS     | アニメ版タイトル:洗い屋さん!〜俺とアイツが女湯で!?〜                        |
| 指先から本気の熱情〜チャラ男消防士はまっすぐな目で私を抱いた〜         | 2019年07月 - 09月（第1期） | studio HōKIBOSHI                                     | TL       | アニメ版タイトル:指先から本気の熱情-幼なじみは消防士-                       |
| 指先から本気の熱情〜チャラ男消防士はまっすぐな目で私を抱いた〜         | 2021年07月 - 08月（第2期） | studio HōKIBOSHI                                     | TL       | アニメ版タイトル:指先から本気の熱情2-恋人は消防士-                          |
| 上司のアソコはXLサイズ!?〜太い先っぽ…入ってる…!                        | 2019年10月 - 11月          | マジックバス                                         | TL       | アニメ版タイトル:XL上司。                                                   |
| おーばーふろぉ                                                         | 2020年01月 - 02月          | studio HōKIBOSHI                                     | MENS     | 連載版タイトル:実は今入ってます…。お風呂でお兄ちゃんの硬いアレが…っ         |
| 俺の指で乱れろ。〜閉店後のサロン、意地悪に焦らされて                   | 2020年04月 - 05月          | マジックバス                                         | TL       | アニメ版タイトル:俺の指で乱れろ。〜閉店後二人きりのサロンで…〜              |
| 巨人族の花嫁                                                           | 2020年07月 - 08月          | studio HōKIBOSHI                                     | BL       |                                                                             |
| オオカミさんは食べられたい〜不器用女子とヘタレ教師、今夜初体験します。 | 2020年09月                 | ピークハント                                         | TL       | アニメ版タイトル:オオカミさんは食べられたい                                 |
| 大人にゃ恋の仕方がわからねぇ!                                          | 2020年10月 - 11月          | エーテル・キトゥン（第1・2話） シリウス（第3話以降） | TL       |                                                                             |
| じみへんっ!!〜地味子を変えちゃう純異性交遊〜                           | 2021年01月 - 02月          | studio HōKIBOSHI                                     | MENS     | 連載版タイトル:地味子は意外にエロかった                                     |
| 黒ギャルになったから親友とヤってみた。                                 | 2021年04月 - 05月          | いらゐあす                                           | BL       | アニメ版タイトル:黒ギャルになったから親友としてみた。                       |
| 魔王イブロギアに身を捧げよ                                             | 2021年10月 - 11月          | studio HōKIBOSHI                                     | BL       |                                                                             |
| 歌のお姉さんだってHしたい〜こんな顔、TVの前のみんなには見せられないよ… | 2021年10月 - 11月（第1期） | ラビットゲート                                       | MENS     | アニメ版タイトル:しょうたいむ!〜歌のお姉さんだってしたい〜                  |
| 歌のお姉さんだってHしたい〜こんな顔、TVの前のみんなには見せられないよ… | 2023年01月 - 03月（第2期） | ラビットゲート                                       | MENS     | アニメ版タイトル:しょうたいむ!2〜歌のお姉さんだってしたい〜                 |
| 王子の本命は悪役令嬢                                                   | 2022年01月 - 03月          | studio HōKIBOSHI                                     | TL       | 連載版タイトル:転生初夜からむさぼりエッチ〜王子の本命は悪役令嬢             |
| 3秒後、野獣。〜合コンで隅にいた彼は淫らな肉食でした                    | 2022年04月 - 06月          | ステイプルエンタテインメント                         | TL       | アニメ版タイトル:3秒後、野獣。〜合コンで隅にいた彼は肉食でした              |
| 森のくまさん、冬眠中。                                                 | 2022年07月 - 09月          | studio HōKIBOSHI                                     | BL       | 連載版タイトル:森のくまさん､冬眠中に乳首を愛でられました｡                   |
| ハーレムきゃんぷっ!                                                    | 2022年10月 - 12月          | studio HōKIBOSHI                                     | MENS     |                                                                             |
| 漣蒼士に処女を捧ぐ〜さあ、じっくり愛でましょうか                       | 2023年04月 - 06月          | studio HōKIBOSHI                                     | TL       | アニメ版タイトル:漣蒼士に純潔を捧ぐ                                         |
| 夫婦交姦〜一度シたら戻れない…夫よりスゴい婚外セックス〜                | 2023年07月 - 09月          | studio HōKIBOSHI                                     | MENS     | アニメ版タイトル:夫婦交歓〜戻れない夜〜                                     |
| 潜入捜査官はセックスもお仕事です。                                     | 2023年10月 - 12月          | ラビットゲート                                       | MENS     | アニメ版タイトル:しーくれっとみっしょん〜潜入捜査官は絶対に負けない!〜      |
| 悶えてよ、アダムくん                                                   | 2024年01月 - 03月          | studio HōKIBOSHI                                     | MENS     |                                                                             |
| 当て馬キャラのくせして、スパダリ王子に寵愛されています。               | 2024年04月 - 06月          | studio HōKIBOSHI                                     | BL       |                                                                             |
| ヤリ部屋暮らし                                                         | 2024年07月 - 09月          | studio HōKIBOSHI                                     | MENS     | アニメ版タイトル:よあそびぐらしっ!                                          |
| 孕むまで乱れいけ〜身代わり花嫁と軍服の猛愛                             | 2024年10月 - 12月          | studio HōKIBOSHI                                     | TL       | アニメ版タイトル:大正偽りブラヰダル～身代わり花嫁と軍服の猛愛               |
| 「1分間だけ挿れてもいいよ…」シェアハウスの秘密ルール。                 | 2025年01月 - 03月          | スタジオレオ                                         | MENS     | アニメ版タイトル:｢1分間だけ触れてもいいよ…｣シェアハウスの秘密ルール｡        |
| やたらやらしい深見くん                                                 | 2025年04月 -               | studio HōKIBOSHI                                     | BL       |                                                                             |
| デキちゃうまで婚～南国孕ませバカンス                                   | 2025年07月 -               | スタジオレオ                                         | MENS     | アニメ版タイトル:デキちゃうまで婚                                           |